# Серкелі Світлана
Світла́на Серке́лі (1967/1968) — радянська фігуристка. Призерка чемпіонату світу серед юніорів.

## З життєпису
Народилася в 1967 або 1968 році; виростала в Одесі. Першим тренером була Людмила Пахомова. Наприкінці 1984 року з Жарковим посіли п'яте місце на Чемпіонаті світу серед юніорів в Колорадо-Спрінгз. Разом із Андрієм Жарковим є срібною призеркою Світу серед юніорів 1986 року.
Через рік у Сараєво пара виграла срібну медаль — бул позаду Олени Криканової / Євгена Платова.
1986 року вийшла заміж за російського гімнаста Дмитра Білозерчева, але шлюб розпався через кілька років. У 1999 році вийшла заміж за Андрія Жаркова і оселилася у США.